# Rosa Mota
Pour les articles homonymes, voir Mota.
Rosa Mota, née le 29 juin 1958 à Porto, est une ancienne athlète portugaise qui courait sur marathon. Elle est surnommée par les Portugais "A Nossa Rosinha" ("Notre Rosinha") et fait partie des sportifs portugais les plus populaires au même titre qu'Eusébio, Luís Figo et Cristiano Ronaldo.

## Carrière
En 1982, elle participe au premier marathon de l'histoire en grand championnat. Bien qu'elle ne soit pas favorite, elle bat facilement Ingrid Kristiansen pour remporter le titre de championne d'Europe à Athènes.
En 1984 à Los Angeles, elle obtient dans le premier marathon féminin des Jeux olympiques, une médaille de bronze, derrière l'Américaine Joan Benoit et la Norvégienne Grete Waitz. Deux ans plus tard, elle conserve son titre européen à Stuttgart. Elle obtient ensuite l'année suivante, le titre mondial lors des Championnats du monde d'athlétisme 1987 à Rome. En 1988 elle remporte le  marathon olympique lors des Jeux Olympiques de Seoul. Elle réalise ainsi le grand chelem, remportant au moins un marathon lors des trois grands championnats.
Elle réalise en 1990 un nouvel exploit, en remportant pour la troisième fois le titre européen.
À côté de ses résultats en grand championnat, elle s'impose également dans la plupart des grands marathons internationaux, remportant trois fois le marathon de Boston, deux fois celui de Chicago et une fois celui de Londres. Elle triomphera également à Rotterdam, Tokyo et Osaka. Elle a remporté 14 des 21 marathons auxquels elle a participé.
Ce palmarès en fait certainement la plus grande marathonienne de l'histoire.
Elle était présente à Paris lors du relais de la flamme à quelques jours du début des Jeux Olympiques 2024 (la troisième fois après Athènes en 2004 et Rio de Janeiro en 2016).

## Distinctions
- Grand-croix de l'ordre du Mérite du Portugal

## Palmarès

### Jeux olympiques d'été
- médaille de bronze aux Jeux olympiques de 1984 à Los Angeles
- médaille d'or aux Jeux olympiques de 1988 à Séoul

### Championnats du monde d'athlétisme
- 4e aux Championnats du monde d'athlétisme 1983 à Helsinki
- médaille d'or aux Championnats du monde d'athlétisme 1987 à Rome

### Championnats d'Europe d'athlétisme
- médaille d'or aux Championnats d'Europe d'athlétisme 1982 à Athènes
- médaille d'or aux Championnats d'Europe d'athlétisme 1986 à Stuttgart
- médaille d'or aux Championnats d'Europe d'athlétisme 1990 à Split

### Autres
- Marathon de Boston 1987 1988 1990
- Marathon de Chicago 1983 1984
- Marathon de Londres 1991
- Corrida de la Saint-Sylvestre à São Paulo 1981 1982 1983 1984 1985 1986
- Marathon de Rotterdam 1983
- Marathon de Tokyo 1986
- Marathon d’Osaka 1990

### Records personnels
| Épreuve       | Performance     | Lieu          | Date     |
| ------------- | --------------- | ------------- | -------- |
| 5 000 m       | 15 min 22 s 97  | Oslo          | 27/06/85 |
| 10 km (route) | 31 min 35 s     | Ohme-Hochi    | 15/02/87 |
| Semi-marathon | 1 h 09 min 33 s | South Shields | 16/09/90 |
| Marathon      | 2 h 23 min 29 s | Chicago       | 20/10/85 |